# Birgitte Sættem
Herdis Birgitte Sættem Jomaas est une ancienne joueuse internationale norvégienne de handball féminin.

## Biographie
Birgitte Sættem est née le 9 juillet 1978 à Molde. Elle a commencé à jouer au handball au Sportsklubben Rival de Molde. Elle a connu ses débuts dans l'équipe nationale à l'âge de 21 ans lors de la coupe du monde 1999 lorsque Kjersti Grini fut blessée. 
En 2006, blessée puis enceinte, elle met un terme à sa carrière.

## Carrière

### Parcours en club
Elle n'a connu qu'un seul club professionnel, le club de Larvik HK avec lequel elle a remporté :
- 5 championnat de Norvège (2000, 2001, 2002, 2003, 2005)
- 5 coupes de Norvège (2000, 2003, 2004, 2005, 2006)
- 1 Coupe d'Europe des vainqueurs de coupe (2005)

### Sélection nationale
Jeux olympiques
- Médaille de Bronze aux jeux olympiques de 2000 à Sydney,  Australie

Championnat du monde
- Médaille d'or au Championnat du monde 1999 en Norvège et au Danemark.

Championnat d'Europe
- Médaille d'argent au Championnat d'Europe de handball féminin 2002 au Danemark